# Májá (illúzió)
Májá (szanszkrit: माया, nyugati átírással maya) az indiai filozófiákban használt többjelentésű szó.
A májá legegyszerűbb fordítása: illúzió, vagy: nem az, aminek tűnik. Összetett szó, melynek jelentése: má = nem + já = ez vagy az. Májá = nem az.
Valódi ez a világ? A válasz: májá, vagyis nem az. Hamis képzet ez a világ? A védánta válasza: májá, vagyis nem az. Nem azonos a nemlétezővel sem. Nem valóságos, de nem is valótlan.
A májá tágabb értelemben az anyagi létre utal. A májá annak illúzióját jelenti, hogy relatív szemléletmódunkat valóságnak tartjuk, hogy összekeverjük a térképet a tereppel. Az anyagi világ létezik ugyan, de csak átmenetileg. Úgy létezik, ahogy egy álom: egy ideig van valósága, végül azonban minden szertefoszlik.
Prabhupáda úgy határozza meg a máját, mint „az ami nincs”, Az anyagi létre utal, az anyagi lét pedig nem marad meg. Azért nincs, mert előbb-utóbb a feledés homályába merül.
Prabhupáda tanítómestere, B. Szaraszvatí meghatározásában azt jelenti: az ami mérhető. Az anyagi dolgok mérhetőek, a lelki dolgok azonban korlátlanok. Az anyag – a természetéből fakadóan – átmeneti és korlátokhoz kötött (mérhető), a lélek azonban – szintén a természetéből fakadóan – örök és korlátlan (nem mérhető).

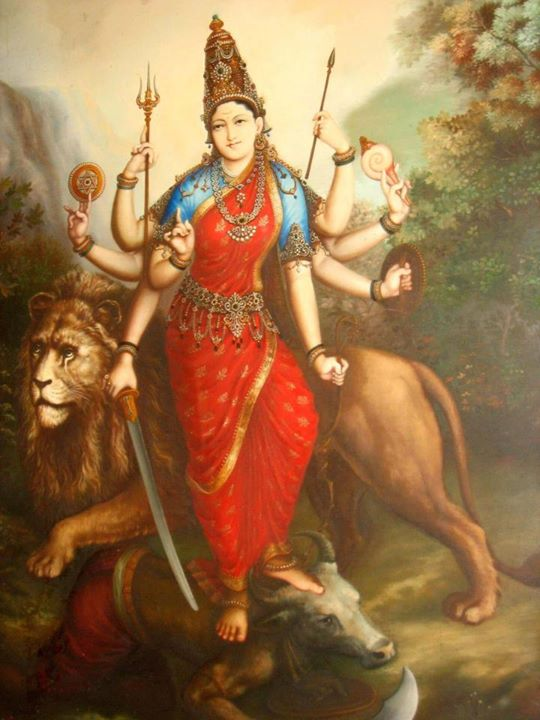
Durgát gyakran ábrázolják sok karral. Energiájával elbűvöli az anyagi világ lakóit

A májá egyfajta szemfényvesztés, bűvészmutatvány, amely addig kápráztat el minket, míg fel nem ismerjük a bűvészt. Amikor felismerjük a bűvészt, rájövünk, hogy az eredmény valótlan; a csoda véget ér. Amikor a szemfényvesztő egész közönségét hipnózisban tartja, mindenki elhiszi neki, hogy felmászik a levegőben lógó kötélen. Mindenki azt látja, hogy lenyel egy nagy kardot vagy kettéfűrészeli egy dobozban levő fiú testét. Ugyanígy tartja hipnózisban az embereket a májá és az avidjá (tudatlanság).
Mindnyájan tudjuk, hogy egyszer meg fogunk halni, de úgy viselkedünk, mintha örökké élnénk. Ez a májá. Tudjuk, hogy a világ tele van nyomorúsággal, mégis a mulandó dolgokban keressük a boldogságot ahelyett hogy hátat fordítanánk neki. Ez is a májá. Jól tudjuk, hogy egy nő teste tisztátalan dolgokból áll, húsból, vérből, vizeletből, ürülékből, és mégis boldogan ölelgetjük. Ez is a májá. A nők, a pénz, a hatalom mind az ő varázslata.
A májá hamis csillogást kelt és kelepcébe csalja a megtévesztett dzsívákat (lelkeket). Végrehajt egy kis galvanizálást, finom bevonatot von köréjük, és az ember máris belekerült a csapdába.
A májá cukormáza alatt ott a keserű kinin. Az érzéki örömök kertjén túl a könnyek völgye húzódik. A nő (vagy férfi) mosolya mögött ott a gyűlölet, a megtévesztés, a számítás és az őszintétlenség.
A májá számtalan módon képes megkötözni, nehéz felismerni titkos mesterkedéseit. Az élet minden lépésénél újabb fátylat von elénk: ragaszkodást, sóvárgást, vágyakozást, büszkeséget, irigységet, gyűlöletet, mohóságot, nemi ösztönt, hamis megelégedést - ezek mind a májá fátylának formái.
Májá istennő – aki Kálí és Durga néven is ismert – ennek az anyagi létnek a megszemélyesülése. A sakták a legfelsőbb istennőt tisztelik benne, a teremtés anyját.
Az istennő az anyagi világ irányító istensége. A félistenek csupán igazgatók, akik az anyagi tevékenységek különféle részlegeit irányítják és ők is ugyanezen anyagi energia hatása alatt állnak. Durga (Májádéví) misztikus energiájával befedi az embereket, lehetővé téve számukra, hogy kiéljék hajlamaikat az anyagi világban.

## Fordítás
- Ez a szócikk részben vagy egészben  a   Maya (illusion) című angol Wikipédia-szócikk fordításán alapul.  Az eredeti cikk szerkesztőit annak laptörténete sorolja fel. Ez a jelzés csupán a megfogalmazás eredetét és a szerzői jogokat jelzi, nem szolgál a cikkben szereplő információk forrásmegjelöléseként.